# Olexandr Abramenko
Olexandr Volodímirovich Abramenko (en ucraniano: Олександр Володимирович Абраменко;Pervomaiski, 4 de mayo de 1988) es un deportista ucraniano que compite en esquí acrobático, especialista en la prueba de salto aéreo.
Participó en cinco Juegos Olímpicos de Invierno, entre los años 2006 y 2022, obteniendo dos medallas, oro en Pyeongchang 2018 y plata en Pekín 2022.
Ganó una medalla de plata en el Campeonato Mundial de Esquí Acrobático de 2019.

## Medallero internacional
| Juegos Olímpicos   | Juegos Olímpicos            | Juegos Olímpicos | Juegos Olímpicos |
| Año                | Lugar                       | Medalla          | Prueba           |
| ------------------ | --------------------------- | ---------------- | ---------------- |
| 2018               | Pyeongchang (Corea del Sur) | Medalla de oro   | Salto aéreo      |
| 2022               | Pekín (China)               | Medalla de plata | Salto aéreo      |
| Campeonato Mundial |                             |                  |                  |
| Año                | Lugar                       | Medalla          | Prueba           |
| 2019               | Park City (Estados Unidos)  | Medalla de plata | Salto aéreo      |